# 412P/WISE
412P/WISE, o también 412P/2010 B2 (WISE), es un cometa periódico descubierto el 22 de enero de 2010 por el telescopio espacial WISE, el primero que descubrió tras su puesta en marcha. Es un cometa de la Familia de Júpiter de tipo Encke, con una órbita interior a la del planeta Júpiter.

## Características orbitales
El cometa tiene una órbita entre las de los planetas Júpiter y, con un perihelio de 1,6 UA, Marte. Estos valores clasifican este cometa como de la Familia de Júpiter de tipo Encke. 
Estos parámetros orbitales son prácticamente idénticos a los del cometa 332P/Ikeya-Murakami. Se ha sugerido que ambos cometas proceden de un mismo núcleo progenitor que se escindió hace aproximadamente un centenar de años.